# Abdallah ibn Abd al-Malik
ʿAbdallāh ibn ʿAbd al-Malik ibn Marwān (arabisch عبد الله بن عبد الملك بن مروان, DMG ʿAbd Allāh b. ʿAbd al-Malik b. Marwān; in griechischen Quellen Abdelas; * um 680; † 749/750 in al-Hīra) war ein aus der Dynastie der Umayyaden stammender Prinz. Als Sohn des fünften umayyadischen Kalifen Abd al-Malik ibn Marwan war er als Feldherr und von 705 bis 709 als Statthalter Ägyptens tätig.

## Leben
Abdallah ibn Abd al-Malik war ein Sohn des Kalifen Abd al-Malik ibn Marwan und einer von dessen Konkubinen. Sein Geburtsjahr lässt sich annähernd zu 680 n. Chr. errechnen, da er im Jahr 705 in einem Alter von 27 Jahren gestanden haben soll. Über sein Leben berichten nicht nur mittelalterliche muslimische Historiker wie at-Tabarī, sondern auch byzantinische Chronisten wie Theophanes. Seine Jugendzeit verbrachte Abdallah in Damaskus und nahm bereits in jungem Alter an verschiedenen Kriegszügen seines Vaters teil. Als eigenständiger Militärführer wird er in den Quellen erstmals im Jahr 700/701 erwähnt, als er eine Strafexpedition gegen die Byzantiner unternahm, die Grenzfestung Theodosopolis (heute Erzurum) eroberte und in Kleinarmenien einfiel. 701 kam er gemeinsam mit seinem Onkel Muhammad ibn Marwan dem umayyadischen Feldherrn al-Haddschādsch ibn Yūsuf bei der Unterdrückung der Revolte des arabischen Adligen Abd ar-Rahman ibn Muhammad ibn al-Aschʿath im Irak zu Hilfe. Im Jahr 703 war er der Anführer eines neuen Feldzugs gegen die Byzantiner, wobei er Mopsuestia (arabisch al-Massisa) in Kilikien einnahm und zu einer bedeutenden Grenzfestung ausbaute, um anschließend gemeinsam mit seinem Onkel Muhammad den im Vorjahr im unterworfenen Armenien ausgebrochenen Aufstand niederzuschlagen. Theophanes setzte diese Expedition aufgrund einer fehlerhaften Datierung um ein Jahr zu früh an.
Ende 704 wurde Abdallah in Nachfolge seines kurz darauf verstorbenen Onkels ʿAbd al-ʿAzīz ibn Marwān Statthalter von Ägypten. Da dieser die ihm anvertraute Provinz in seiner 25-jährigen Amtszeit de facto zu seinem eigenen Lehen umgewandelt hatte, bemühte sich Abdallah, Ägypten wieder stärker der Zentralregierung des umayyadischen Kalifats zu unterstellen. Daher tauschte er viele von seinem Onkel ernannte Beamte aus. Außerdem führte er das  Arabische statt dem bisher üblichen  Koptischen als Amtssprache für die Regierungsgeschäfte ein. Allerdings brach während seiner Statthalterschaft erstmals unter islamischer Herrschaft eine Hungersnot aus. Ferner wurde Abdallah Bestechlichkeit und Veruntreuung von Staatsgeldern vorgeworfen, so dass seine Amtsführung in Damaskus auf Missfallen stieß. Nachdem er bereits im Jahr 706/707 kurzzeitig nach Damaskus gereist war, wurde er endgültig 708/709 von seinem Posten abberufen. Obwohl er sich mit zahlreichen Geschenken nach Syrien begab, ließ der Kalif seine in Ägypten erzielten Einkünfte konfiszieren. Auch hatte er sich mit mehreren lokalen Heerführern, insbesondere mit Mūsā ibn Nusair, Statthalter von Ifrīqīya, zerstritten. Nach seiner Abberufung wird Abdallah für die nächsten vier Jahrzehnte nicht mehr in den Quellen erwähnt. Über seine Todesumstände berichtet einzig der arabische Historiker al-Yaʿqūbī, dass er bei der Machtergreifung der Abbasiden-Dynastie hingerichtet worden sei. Deren erster Kalif Abu l-Abbas as-Saffah habe ihn im Jahr 749/750 in Al-Hīra kreuzigen lassen.